# Pedro Aleixo

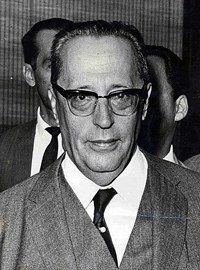
Pedro Aleixo

Pedro Aleixo (* 1. August 1901 in São Caetano, Mariana, Minas Gerais; † 3. März 1975 in Belo Horizonte, Minas Gerais) war ein brasilianischer Politiker, der mehrmals Mitglied der Abgeordnetenkammer (Câmara dos Deputados), 1966 Bildungsminister sowie zwischen 1967 und 1969 Vizepräsident war.

## Leben

### Rechtsanwalt, Abgeordneter und Parlamentspräsident
Pedro Aleixo, Sohn des Kaufmanns José Caetano Aleixo und dessen Ehefrau Úrsula Martins Aleixo, besuchte das Colégio Caetano Azevedo, das Colégio Malheiros in Mariana sowie die Escola de Minas. Im Anschluss wechselte er 1917 zum Ginásio Mineiro in Belo Horizonte und begann danach 1918 ein Studium der Rechtswissenschaften an der Universidade Federal de Minas Gerais (UFMG), das er 1922 abschloss. Anschließend war er zunächst als Rechtsanwalt und Journalist tätig sowie danach 1927 Mitglied des Justizrates von Belo Horizonte, ehe er zwischen 1928 und 1929 Direktor der Tageszeitung O Estado de Minas war. Nachdem er von 1932 bis 1932 Sekretär und Präsident des Beratungsgremiums von Minas Gerais war, fungierte er 1933 kurzzeitig als Präsident der Ausschusses zur Reform der Verwaltung des Bundesstaates.
Am 15. November 1933 wurde er Mitglied der Verfassunggebenden Versammlung (Constituinte) und fungierte 1933 kurzzeitig als Vorsitzender des Ausschusses zur Reform der Staatsverwaltung (Comissão de Revisão Administrativa do Estado). Am 3. Mai 1935 wurde er für Minas Gerais erstmals Mitglied der Abgeordnetenkammer (Câmara dos Deputados), der bis 1937 angehörte. Er war in dieser Zeit Gründer des Partido Progressista de Minas Gerais (PP, 1933–1937) und fungierte zwischen 1935 und 1937 als Fraktionsvorsitzender. Danach war er zwischen dem 4. Mai und dem 9. November 1937 Präsident der Abgeordnetenkammer. 1938 fungierte er als Präsident des Rechtsanwaltlichen Instituts von Minas Gerais IAMG (Instituto dos Advogados de Minas Gerais).

### Hochschullehrer, Minister und Vizepräsident

Pedro Aleixo (1971)

Pedro Aleixo gehörte zu den Unterzeichnern des Manifesto do Mineiros, ein offener Brief vom 24. Oktober 1943 von liberalen Intellektuellen, Anwälten und Juristen des Bundesstaates Minas Gerais zum Jahrestag des Sieges der Revolution von 1930, der das Ende des Estado Novo und des diktatorisches Regimes von Getúlio Vargas forderte. 1945 gehörte Aleixo zu den Mitgründern der Nationaldemokratischen Union UDN (União Democrática Nacional) und war bis 1947 Präsident der UDN in Minas Gerais. Daraufhin war er zwischen 1947 und 1951 Mitglied der Legislativversammlung von Minas Gerais sowie von 1947 bis 1950 Innenminister dieses Bundesstaates. Er war von 1952 bis 1953 als Professor für Internationales Öffentliches Recht an der Universidade Federal de Minas Gerais tätig.
Am 19. September 1955 wurde er abermals Mitglied der Abgeordnetenkammer, der er jedoch nur kurzzeitig bis zum 4. Oktober 1955 angehörte. 1956 übernahm er den Lehrstuhl als Professor für Strafrecht an der Universidade Federal de Minas Gerais. Er wurde für die UDN am 1. Februar 1959 wieder zum Mitglied der Abgeordnetenkammer gewählt und gehörte dieser nach seiner Wiederwahl 1963 bis zum 15. März 1967 an. 1960 war er Präsident der UDN und 1961 zunächst Vorsitzender der Regierungsfraktion sowie während der Präsidentschaft von João Goulart Führer der Opposition in der Abgeordnetenkammer, ehe er während der Amtszeit von Präsident Humberto Castelo Branco von 1964 bis 1966 wieder Vorsitzender der Regierungsfraktion war. Zwischenzeit war er 1963 Mitglied des Ausschusses für Verfassung und Justiz (Comissão de Constituição e Justiça).
Im Kabinett Castelo Branco übernahm Aleixo am 10. Januar 1966 von Flávio Suplicy de Lacerda das Amt als Minister für Bildung und Kultur (Ministro da Educação e Cultura) und hatte dieses bis zum 30. Juni 1966 inne, woraufhin Raymundo Augusto de Castro Moniz de Aragão seine Nachfolge antrat. Am 15. März 1967 wurde er Nachfolger von José Maria Alkmim als Stellvertreter von Artur da Costa e Silva Vizepräsident (Vice-Presidente da República) im Kabinett Costa e Silva und bekleidete dieses Amt bis zum 30. Oktober 1969, woraufhin Augusto Hamann Rademaker Grünewald seine Nachfolge antrat.

### Veröffentlichungen
- O peculato no Direito Penal brasileiro, 1956
- Imunidades parlamentares, 1961
- Em defesa do Congresso Nacional, 1963

## Hintergrundliteratur
- José Carlos Brandi Aleixo und Carlos Chagas: Pedro Aleixo, testemunhos e lições, 1976